# SU4SU Support Fund
Het SU4SU Support Fund is sinds 2020 een kapitaalbedrag dat bijeen is gebracht ten behoeve van de aanschaf van benodigdheden voor de Surinaamse gezondheidssector tijdens de coronacrisis te lande.

## Inzamelingen
Het fonds werd medio april 2020 gestart als het VSB Covid-19 Support Fonds door de Staatsolie Maatschappij Suriname, Fernandes Concern Beheer en Surinam Plastics Manufacturing. De drie bedrijven brachten initieel een bedrag van 170.000 euro bijeen. Het werd onder het beheer van de Vereniging Surinaams Bedrijfsleven (VSB) geplaatst. Daarna kwamen er stortingen door McDonald's, Assuria en een groot aantal andere Surinaamse bedrijven, waardoor het fonds voor meer dan een miljoen was gevuld.
In samenwerking met het Surinaamse en Nederlandse Rode Kruis zamelt het fonds sinds medio juni 2020 ook geld in Nederland in. Vervolgens werd op initiatief van Jörgen Raymann in juli 2020 een benefietshow op de Nederlandse televisie gehouden onder de naam NL4SU. Een dag na de uitzending stond de tussentijdse opbrengst op bijna 1,2 miljoen euro.

## Bestedingen
Op 15 juni arriveerde een Boeing 787-10 Dreamliner van de KLM als eerste vliegtuig met goederen die uit het fonds waren betaald.
Door de slechte staat van de economie van Suriname ontbreekt het in het algemeen aan fondsen voor de reguliere ziekenhuiszorg. De Covid-zorg in Suriname wordt daarentegen voortgezet dankzij de fondsen die uit de particuliere sector bijeen zijn gebracht.
Sinds februari 2021 verschoon het fonds de activiteiten naar het vaccinatieprogramma. Begin september 2021 kondigde het fonds aan de activiteiten aan het eind van de maand te stoppen. Verdere activiteiten zullen via het Covid-19-fonds verlopen.